# Gu Haiyan
Gu Haiyan (née le 29 septembre 1999) est une escrimeuse handisport chinoise.
Elle a notamment remportée deux médailles aux Jeux paralympiques d'été de 2020 et cinq aux Jeux paralympiques d'été de 2024.